# Celastrus paniculatus
Celastrus paniculatus är en benvedsväxtart. Celastrus paniculatus ingår i släktet Celastrus och familjen Celastraceae.

## Underarter
Arten delas in i följande underarter:
- C. p. aggregatus
- C. p. paniculatus

## Bildgalleri

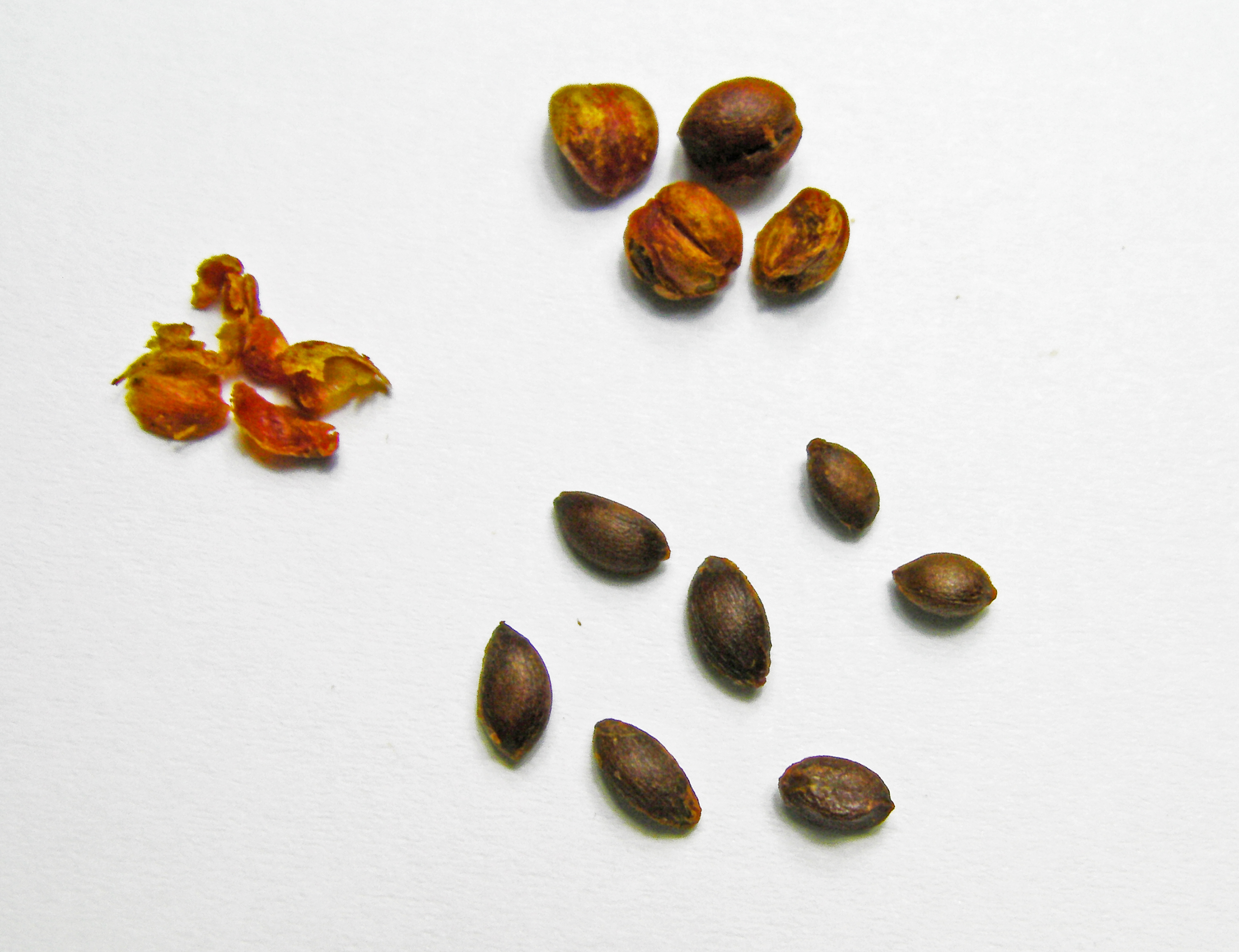